# Gaby Baginsky
Gaby Baginsky (née Gabriele Baginski ; née le 21 février 1954 à Salzbergen, Basse-Saxe) est une chanteuse de schlager allemande.

## Succès
- Olala - Heute fängt die Party an
- Häng die Gitarre nicht an den Nagel
- Diebe kommen am Abend (1977)
- Mein Charly ist klasse
- Der Rum von Barbados
- Marigot Bay
- Diskjockey Napolitano
- Wer hat Dir das Küssen beigebracht (1994)
- Roderich
- Wenn Du nicht verheiratet wärst
- Bodyguard
- Es kann mit 40 wie mit 20 sein
- Männer versteh'n nur was sie woll'n
- Heut' geht die Post ab
- Baila, baila tanz heut Nacht für mich
- Mit 50 ist das Leben eben lang noch nicht vorbei
- Es ist schön, mit dir zu leben
- Heute, morgen, immer und ewig
- Man kann nicht immer nur gewinnen
- Ich könnt nicht leben ohne dich

## Discographie

### Albums
- Diebe kommen am Abend 1977
- Gaby Baginsky 1980
- Ich muß singen 1987
- Stimmung ist Trumpf 1988
- Wahnsinnsgefühl 1990
- Wer hat Dir das Küssen beigebracht 1994
- Ich liebe das Leben 1995
- Typisch... Gaby Baginsky 1996
- Lieder für Dich 1996
- Viel Gefühl 1998
- Mehr von mir 1999
- Ich habe das Chriskind geseh’n 1999
- Tagträume 2001
- Hey Kleiner - was bist denn Du für einer 2002
- Jetzt geht die Post ab 2002
- Gaby goes Country 2002
- Melodien zum Träumen 2003
- Echte Wunder 2003
- So ist das Leben 2004
- Auf Wolken schweben 2005

### Singles depuis 2001
- Heute, morgen, immer und ewig 2001
- Ich drück ein Auge zu 2001
- Ich bin kein Typ für eine Nacht 2002
- Baila Baila Tanz heut Nacht 2002
- So wie mich deine Hand berührt 2002
- Mit 50 ist das Leben eben lang noch nicht vorbei 2003
- So ein Gefühl 2003
- Frag doch den Sommerwind 2003
- Ein kleines Dankeschön an meine Eltern 2003
- Es ist schön mit dir zu leben 2004
- Die 30er stehn mitten im Leben 2004
- Man kann nicht immer nur gewinnen 2004
- So ist das Leben 2004
- Wenn du heute von mir gehst 2005
- Heute Abend gehn wir aus / Eviva Espana 2005
- Einmal entschieden 2005
- Ich könnt nicht leben ohne dich 2006
- Er liebt es so sich zu bewegen 2006
- Ich fang die Sonne ein 2006
- Der neue Tag (hüllt sich in Schweigen) 2007
- Wir sind zusammen jung geblieben 2007